# Banner megye
Banner megye az Amerikai Egyesült Államokban, azon belül Nebraska államban található. Megyeszékhelye és legnagyobb városa Harrisburg. Lakosainak száma 674 fő (2020. április 1.). Banner megye Scotts Bluff, Kimball, Cheyenne, Morrill, Goshen és Laramie megyékkel határos.

## Népesség
A megye népességének változása:
| Lakosok száma | 697  | 735  | 759  | 759  | 788  | 674  |
|               | 2010 | 2011 | 2012 | 2013 | 2015 | 2020 |